# 田泽纯一
田澤純一（日语：／ Tazawa Jun'ichi，1986年6月6日—），日本棒球運動員，出生于神奈川縣橫濱市，曾在日本業餘球隊及美國職棒效力，2021年於中華職棒味全龍擔任投手，2022年短暫效力墨西哥聯盟。
業餘時期已是知名強投的田澤，在2008年9月宣布将不参加該年的日本职棒选秀會，直接挑战大联盟；同年12月1日與波士顿红袜签下為期三年的大联盟合約，隔年的職棒新人球季即登上了MLB出賽。

## 生平

### 业余时期
田泽纯一高中毕业后並未参加日本职棒的选秀，而是加入社会人球队。
2007年11月田泽纯一代表日本参加在台湾举行的世界杯棒球赛，在对中華队的比赛中先发出场，但承担败战。
作为日本石油队的王牌投手，田泽纯一在2008年投出10胜1败、防御率1.02、三振95次的优异成绩。他还在都市对抗赛中出场5次，总共28又1/3局的投球共送出36次三振，防御率为1.27，并拿下象征MVP的桥户赏。

### 挑战大联盟

#### 2008年
2008年8月中旬都市对抗赛之前，日本石油队监督大久保秀昭鼓励田泽纯一挑战美国职棒大联盟。大久保监督表示，至少有红袜、小熊、水手在内的5支大联盟球队对田泽有兴趣。
由于田泽纯一直接挑战大联盟的举动，日本职棒设下新规定，若是高中毕业直接前往美国，回到日本后必须再等3年才能加入日职；若是大学球员或社会人球员，回国则必须等2年。这被称为“田泽条款”（田澤ルール），此條款直到2020年9月才廢除。
2008年12月4日，田泽纯一正式和波士顿红袜队签下三年总价值330万美元的合約。预计2009年他将从2A出发。田泽表示，他之所以选择红袜队最大的原因就是可以和偶像松坂大辅并肩作战，这是他这一生最大的梦想。田泽纯一是继铃木诚和多田野数人之后第三位直接挑战大联盟的日本业余球员。

#### 2009年
2009年8月8日升上大聯盟，大聯盟初登板面對的隊伍為紐約洋基，於14局延長賽中登板，第一位面對的打者為松井秀喜，在15局兩人出局一壘有跑者時，被羅德里格茲轟出再見兩分全壘打，共投1.2局，吞下個人在大聯盟的生涯第1敗。
8月12日先發對上底特律老虎隊，投五局被打4支安打，失掉3分有1分責失，拿下大聯盟生涯的第1勝。
田澤在2009年8月23日先發對紐約洋基隊，主投6局0失分，帶領球隊大勝紐約洋基隊，拿下今年第2勝，對紐約洋基隊復仇成功。8月29日田澤被送回小聯盟。

#### 2010年
春訓時田澤被診斷出右手肘韌帶撕裂，隨即進行Tommy John韌帶重建手術修復，該年度賽季以未在大小聯盟留下出賽紀錄告終。

### 返回日本
2020年7月13日，獨立聯盟棒球挑戰聯盟的埼玉武藏熱火熊隊（埼玉武蔵ヒートベアーズ）召開記者會，宣布田泽纯一簽約加入球隊。10月底日本棒球機構舉行選秀會，雖然田澤條款已廢除，使得田泽纯一可參加選秀，但他並未獲得任一球團指名。

### 轉戰中華職棒
2020年12月26日，田澤離開埼玉武藏熱火熊隊，加入中華職棒味全龍隊。2021年3月17日，味全龍與中信兄弟之戰，田澤首次在中華職棒出賽，味全龍領先4分時在第九局登板無失分，該場比賽為味全龍自1999年10月20日以來，相隔7819日的勝利。3月23日對樂天桃猿之戰，第9局登板救援無失分，拿到在中華職棒的第一次救援成功。至球季結束田澤共出賽58場，救援成功30次、救援失敗2次、中繼成功7次，防禦率3.56。該年救援成功次數僅次於統一7-ELEVEn獅投手陳韻文的32次，排名中華職棒第二。

### 墨西哥聯盟
2022年球季，味全龍基於戰力考量，外籍球員補強以打者為主，因此在外籍球員名額限制下未與田澤續約。2022年田澤暫時隨筑波大學棒球隊自主訓練。
同年5月，田澤純一加入墨西哥聯盟的杜蘭戈將軍隊（Generales de Durango），同樣擔任救援投手，由於防禦率達14.92，6月22日遭球隊釋出。9月7日宣佈重返其發跡的業餘球隊ENEOS棒球隊。

## 球探报告
在業餘時期田澤的最快球速就已達到156km/h，為受矚目的潛力新秀。擔任中繼時他的四縫線速球能穩定地投在93英里每小時（150 km/h）左右，曲球是業餘時最常用的變化球，能夠破壞打者的揮擊節奏，當時指叉球也有使用，但仍不夠穩定，被評為有潛力發展為制造出局數的主力球種。在美國職棒歷經磨練後，現今平均86至87英里每小時（138至140 km/h）指叉球已經是田澤實戰時的配球主軸，為其最倚賴的變化球；指叉球與四縫線合計占了配球比例的超過8成以上。